# (118214) Agnesediboemia
(118214) Agnesediboemia est un astéroïde de la ceinture principale.

## Description
(118214) Agnesediboemia est un astéroïde de la ceinture principale. Il fut découvert le 12 janvier 1996 à l'Observatoire Kleť par Jana Tichá et Miloš Tichý. Il présente une orbite caractérisée par un demi-grand axe de 3,12 UA, une excentricité de 0,20 et une inclinaison de 6,5° par rapport à l'écliptique.

## Compléments